# Аль-Анкабут
Аль-’Анкабу́т (араб. العنكبوت — Паук) — двадцать девятая сура Корана. Сура мекканская, за исключением аятов с 1 по 11, ниспосланных в Медине.  Состоит из 69 аятов.

## Содержание
Сура начинается с разъяснения того, что уверовавших нужно подвергать испытанию бедствиями, а также в сражении за защиту государства, основанного на Истине Аллаха и вере в ислам.
В суре говорится, что люди по-разному относятся к вере: среди них есть такие, которые только говорят, что они уверовали, но на самом деле в их сердцах нет веры. В этой суре рассказывается о Нухе и его священном призыве своего народа к вере, а также об Ибрахиме и о его призыве людей к вере и объясняется, какое назидание в этом пророку Мухаммеду.
Разъясняется, что поклонение многобожников идолам основывается на доводе, слабее дома паука.

Алиф. Лам. Мим. ۝ Неужели люди полагают, что их оставят и не подвергнут искушению только за то, что они скажут: «Мы уверовали»? ۝ Мы уже подвергли искушению тех, кто был до них. Аллах непременно узнает тех, которые говорят правду, и непременно узнает лжецов. ۝ Неужели те, которые совершают злые деяния, полагают, что они опередят Нас (спасутся от наказания)? Скверно же они судят! ۝ Если кто надеется на встречу с Аллахом, то ведь срок Аллаха непременно наступит. Он - Слышащий, Видящий. ۝ Тот, кто сражается, сражается во благо себе. Воистину, Аллах не нуждается в мирах! ۝ Тем, которые уверовали и совершали праведные деяния, Мы простим их злодеяния и воздадим за наилучшее из того, что они совершали (или лучшим, чем то, что они совершали; или наилучшим образом за то, что они совершали). ۝ Мы заповедали человеку быть добрым к родителям. А если они станут сражаться с тобой, чтобы ты приобщал ко мне сотоварищей, о которых ты ничего не знаешь, то не повинуйся им. Ко Мне предстоит ваше возвращение, и тогда Я поведаю вам о том, что вы совершали. ۝ А тех, которые уверовали и совершали праведные деяния, Мы введём в Рай вместе с праведниками. ۝ Среди людей есть такие, которые говорят: «Мы уверовали в Аллаха». Но стоит им пострадать ради Аллаха, как они сравнивают искушения (наказание) людей с мучениями от Аллаха. Если же явится победа от твоего Господа, то они непременно скажут: «Мы были вместе с вами». Но разве Аллаху не лучше знать, что таится в груди миров? ۝ Аллах непременно узнает тех, кто уверовал, и непременно узнает лицемеров. —  29:1—11 (Кулиев)